# Polly Pocket (serie animata)
Polly Pocket è una serie animata per la televisione prodotta da Mattel per Family Channel (e dalla seconda stagione anche Netflix) con l'animazione fatta dalla DHX Media ed è basata sulla linea di giocattoli. In Canada è stata trasmessa su Family Channel dall'8 luglio 2018, mentre in Italia debutta il 14 gennaio 2019 sugli schermi di Cartoonito.

## Trama
Polly Pocket è una bambina geniale, coraggiosa e generosa di 11 anni che, indossando il suo medaglione magico, è in grado di rimpicciolirsi e vive le sue avventure con le sue migliori amiche Lila Draper e Shani.

## Personaggi
Protagonisti
- Polly Pocket - La protagonista della serie è una bambina geniale di 11 anni con un medaglione magico. È doppiata da Francesca Bielli.
- Shani - È la prima amica di Polly Pocket. È doppiata da Annalisa Longo.
- Lila Draper - È la seconda amica di Polly Pocket. È doppiata da Chiara Francese.

Ricorrenti
- Penelope Pocket - È doppiata da Graziella Porta.
- Paxton Pocket - È doppiata da Giada Bonanomi.
- Mamma Pocket - È doppiata da Elena Gianni.
- Papà Pocket - È doppiato da Paolo De Santis.
- Pierce Pocket - È doppiato da Marcello Gobbi.
- Nicolas - È doppiato da Davide Farronato.
- Geni - Un robot computerizzato dall'aspetto femminile. È doppiata da Marisa Della Pasqua.

Antagonisti
- Griselle Grande - Ha 60 anni ed è la donna più insolente e maleducata della città. Ha tentato più volte di catturare Polly Pocket e le sue amiche per prendere possesso del medaglione magico ma viene spesso sconfitta e arrestata dalla polizia. È doppiata da Stefania Patruno.
- Gwen Grande - È l'ottusa nipote di Griselle. A fine serie, dopo aver tradito G.G., si allea con Polly Pocket e le sue amiche per vendicarsi. È doppiata da Gea Riva.